# Dylan Ferrandis
Pour les articles homonymes, voir Ferrandis.
Dylan Ferrandis, né le 31 mai 1994 à Avignon, est un pilote de motocross français. Il est actuellement pilote pour le team officiel Honda Phoenix . Il participe au championnat AMA de supercross et de motocross. En 2019 il s'impose lors du championnat de supercross 250 côte ouest aux États-Unis. C’est le premier français à s'imposer sur ce championnat aux États-Unis. Il réalise le doublé en 2020 en s’imposant de nouveau sur cette même côte.
En 2021, lors de sa première année en catégorie 450, il remporte le championnat AMA de motocross outdoor.

## Carrière

### Débuts en France
Ferrandis a été un acteur important du championnat de France MX2 (250 cm3) lors des années 2010-2014. Il a d'ailleurs remporté le championnat de France MX2 en 2013. Lors de cette saison, il remporta le titre au sein de l'équipe Bud Racing, basée à Hossegor (Landes).

### Passage en Europe et Championnat du Monde
Ferrandis a pu participer au championnat d'Europe en catégorie EMX2, où il devint vice-champion d'Europe en 2011.
Ensuite, il a pu enchaîner par le championnat du Monde MX2, toujours avec le team Bud Racing entre 2012 et 2013. Il signa par exemple une deuxième place lors de l'étape française en 2013, derrière Jeffrey Herlings sur le circuit d'Ernée.
L'aventure Bud Racing s'est terminée en 2013 pour un départ pour le team CLS Monster Energy Kawasaki pour les saisons 2014-2015 et 2016. Les blessures ont ralenti Ferrandis dans sa course au titre.

### A la conquête des États-Unis
2017 marque pour Ferrandis l'année du changement. En effet, il part alors sur un nouveau championnat, le championnat de supercross américain sur la côte Est et rejoint le team Yamaha Star Racing. 
La saison suivante il démarre sa collaboration avec son entraineur David Vuillemin mais se blesse lors du début de saison au bras. 
En 2019, il devient le premier français a triompher lors du championnat AMA Supercross 250 côte Ouest.
En 2020, il gagne de nouveau le championnat AMA Supercross 250 côte Ouest faisant de lui le premier français à réaliser un doublé en 250 sur cette côte (avant lui Mickaël Pichon en 1995 et 1996 puis Christophe Pourcel en 2009 et 2010 ont réalisé le doublé sur la côte Est). Il remporte également le championnat national américain AMA Motocross 250, ce qui lui permet d'être le premier Français à triompher en "Outdoor", et surtout de faire le doublé Supercross/Motocross.
En 2021 et lors de sa première année dans la plus haute catégorie existante aux Etats-Unis, il remporte le championnat national AMA Motocross en catégorie 450 (la catégorie reine en motocross américain) et devient le premier Français à s'y imposer en 30 ans après Jean-Michel Bayle. Il devient par la même occasion seulement le 3ème pilote de l'histoire à remporter le titre suprême dès sa première année, après Ryan Dungey en 2010 et Ken Roczen en 2014.

## Palmarès
- Vainqueur du championnat de France Minivert Minime en 2007
- Vainqueur du championnat de France Cadet en 2008
- Vainqueur à Agueda le 12 juin 2011 lors du Grand Prix du Portugal de motocross EMX2
- Vainqueur du championnat de France MX2 en 2013
- Vainqueur du championnat de France Open en 2013

- Deuxième à Ernée le 9 juin 2013 lors du Grand Prix de France de motocross MX2
- Vainqueur du Motocross des nations 2014 à KEGUMS en LETTONIE avec l'équipe de FRANCE
  - équipe de FRANCE 2014 : Gautier Paulin (team KRT), Steven Frossard (team KRT) et Dylan Ferrandis (team KAWASAKI CLS)
  - sélectionneur Olivier ROBERT
  - élu meilleur jeune du Motocross des nations  2014, 3e de la catégorie MX2(9 et 9).
- Vainqueur du Motocross des nations 2018 à RedBud, États-Unis avec l'équipe de France
- Vainqueur du championnat AMA Supercross 250 cote Ouest en 2019 et 2020.
- Vainqueur du championnat AMA Motocross 250 en 2020.
- Vainqueur du championnat AMA Motocross 450 en 2021[6],[7].